# Irische Badmintonmeisterschaft 2022
Die Irische Badmintonmeisterschaft 2022 fand am 5. und 6. Februar 2022 in der National Indoor Arena in Dublin statt.

## Die Titelträger
| Disziplin    | Gold                       | Silber                              | Bronze                        |
| ------------ | -------------------------- | ----------------------------------- | ----------------------------- |
| Herreneinzel | Jonathan Dolan             | Scott Guildea                       | Sean Patrick Laureta          |
| Herreneinzel | Jonathan Dolan             | Scott Guildea                       | David Walsh                   |
| Dameneinzel  | Rachael Darragh            | Sophia Noble                        | Kate Frost                    |
| Dameneinzel  | Rachael Darragh            | Sophia Noble                        | Orla Flynn                    |
| Herrendoppel | Joshua Magee Paul Reynolds | Declan Bennett Sean Patrick Laureta | Stuart McCollam Tony Murphy   |
| Herrendoppel | Joshua Magee Paul Reynolds | Declan Bennett Sean Patrick Laureta | Brian O’Mahony Daniel O’Meara |
| Damendoppel  | Orla Flynn Jennie King     | Kate Frost Moya Ryan                | Laura Comer Sophia Noble      |
| Damendoppel  | Orla Flynn Jennie King     | Kate Frost Moya Ryan                | Lauren Au Fiona Farrell       |
| Mixed        | Joshua Magee Moya Ryan     | Declan Bennett Lauren Au            | Daniel O’Meara Neasa Flynn    |
| Mixed        | Joshua Magee Moya Ryan     | Declan Bennett Lauren Au            | Brian O’Mahony Bethany Wong   |